# Iōjima (Nagasaki)
Pour les articles homonymes, voir Iōjima.
Iōjima (伊王島町, Iōjima-chō) est un ancien bourg du district de Nishisonogi au Japon. 

## Géographie

### Situation
Iōjima est située sur l'île d'Iōjima près de la ville de Nagasaki. Cette île est reliée à l'île de Kyūshū par un pont. L'île comprend des plages et un onsen.

### Démographie
En 2003, la population du bourg est estimé à 883 habitants pour une densité de 390,71 personnes par km². La superficie totale est de 2,26 km2.

## Histoire
Le 4 janvier 2005, Iōjima, avec les bourgs de Sotome, Kōyagi, Nomozaki, Sanwa et Takashima, toutes du district de Nishisonogi, fusionnent avec la ville élargie de Nagasaki et n'existent plus en tant que municipalités indépendantes.

## Tourisme
Le onsen sur l'île est appelé « Nagasaki Onsen Yasuragi Ioujima » et propose des sources naturelles et un bain de son de riz fermenté.